# Thelymitra azurea
Thelymitra azurea är en orkidéart som beskrevs av Richard Sanders Rogers. Thelymitra azurea ingår i släktet Thelymitra och familjen orkidéer. Inga underarter finns listade i Catalogue of Life.